# Geelsnavelamazone
De geelsnavelamazone (Amazona collaria) is een papegaaiachtige uit de familie papegaaien van Afrika en de Nieuwe Wereld (Psittacidae). De wetenschappelijke naam van de soort werd als Psittacus collarius in 1758 gepubliceerd door Carl Linnaeus. Het is een door habitatverlies kwetsbaar geworden vogelsoort die alleen voorkomt op Jamaica.

## Kenmerken
De vogel is 28 cm lange, gedrongen amazonepapegaai, overwegend groen gekleurd, met witte vlekje op de veren op de kop tussen snavel en het oog. De kruin is van voren blauw en de keel en bovenborst zijn roze. De handpennen zijn blauwachtig en de snavel is geel.

## Verspreiding en leefgebied
Deze soort is endemisch op op Jamaica. De leefgebieden van deze vogel liggen in natuurlijke bossen op een kalkbodems in heuvelland tot op 1200 meter boven zeeniveau. Maar de vogel kan zich over grote afstanden verplaatsen en wordt ook gezien in cultuurland met vruchtbomen op zeeniveau.

## Status
De geelsnavelamazone heeft een beperkt verspreidingsgebied en daardoor is de kans op uitsterven aanwezig. De grootte van de populatie werd in 2016 door BirdLife International geschat op 6 tot 15 duizend volwassen individuen. De populatie-aantallen nemen af door jacht en habitatverlies. Het leefgebied wordt aangetast door ontbossing, mijnbouwactiviteiten (winning van bauxiet) waarbij natuurlijk bos plaats maakt voor intensief agrarisch gebruikt land en de aanleg van infrastructuur en menselijke nederzettingen. Om deze redenen staat deze soort als kwetsbaar op de Rode Lijst van de IUCN.
Er gelden beperkingen voor de handel in deze amazonepapegaai, want de soort staat in de Bijlage II van het CITES-verdrag.